# سيراتيوببتيداز
سيراتيوببتيداز (بالإنجليزية: Serratiopeptidase)‏ ويُعرف أيضاً باسم (الأنزيم البروتيني السراتي E-15), وباسم السيراليزين (serralysin) هو انزيم حال للبروتين تنتجه السراتية الأمعائية تم عزل هذه الكائنات الحية الدقيقة أساساًُ في أواخر الستينات من دودة القز .

## الفوائد المضادة للالتهابات
السيراتيوببتيداز لديه القدرة على تحليل المخاط والقيح والمفرزات المرضية والخثرات الليفية والبراديكاينين والمواد النخرية وهذه الفعالية تمنح الدواء القدرة على
- تسهيل وصول المضادات الحيوية لأماكن الأنتانات.
- إزالة الالتهابات والوذمة والأورام الدموي.
- تحفيز تمييع وطرح القشع والقيح.
- تسريع تنظيف الاماكن المصابة وتجديد أنسجتها.

## تجارياً
يسوق المركب تحت عدة أسماء تجارية مثل دانزن "Danzen", أنانيز "" .

## المصدر
- ترجمة من الويكيبيديا الأنكليزية.
- موسوعة الأدوية الأدرنية.